# Tricellaria
Tricellaria is een geslacht van mosdiertjes uit de  familie van de Candidae. De wetenschappelijke naam ervan is in 1828 voor het eerst geldig gepubliceerd door Fleming.

## Soorten
- Tricellaria aculeata (d'Orbigny, 1842)
- Tricellaria aquilina Harmer, 1926
- Tricellaria arctica Busk, 1855
- Tricellaria catalinensis (Robertson, 1905)
- Tricellaria circumternata Soule, Soule & Chaney, 1995
- Tricellaria congesta (Norman, 1903) (taxon inquirendum)
- Tricellaria dubia Silén, 1941
- Tricellaria elongata (Smitt, 1868)
- Tricellaria erecta Robertson, 1900
- Tricellaria gracilis (Van Beneden, 1848)
- Tricellaria inopinata d'Hondt & Occhipinti Ambrogi, 1985 = Onverwacht mosdiertje
- Tricellaria longispinosa (Yanagi & Okada, 1918)
- Tricellaria multispinosa Liu, 1984
- Tricellaria occidentalis (Trask, 1857)
- Tricellaria porteri (MacGillivray, 1889)
- Tricellaria praescuta Osburn, 1950
- Tricellaria pribilofi Robertson, 1905
- Tricellaria scalariformis Harmer, 1926
- Tricellaria sympodia (Yanagi & Okada, 1918)
- Tricellaria ternata (Ellis & Solander, 1786)
- Tricellaria varia Hayward & Cook, 1979
- Tricellaria ziczac Silén, 1941

Niet geaccepteerde soort:
- Tricellaria peachii (Busk, 1851) → Bugulopsis peachii (Busk, 1851)